# Fußballnationalmannschaft von Trinidad und Tobago (U-17-Junioren)
Die U-17-Fußballnationalmannschaft von Trinidad und Tobago ist eine Auswahlmannschaft trinidadisch-tobagischer Fußballspieler. Sie unterliegt der Trinidad and Tobago Football Federation und repräsentiert sie international auf U-17-Ebene, etwa in Freundschaftsspielen gegen die Auswahlmannschaften anderer nationaler Verbände, bei CONCACAF U-17-Meisterschaften und U-17-Weltmeisterschaften.
Die Mannschaft wurde 1983 im eigenen Land Vize-CONCACAF-Meister und belegte 1988 in Kuba sowie 1991, erneut im eigenen Land, den vierten Platz.
Bislang nahm sie an zwei Weltmeisterschaften teil, schied aber sowohl bei der Heim-WM 2001, als auch 2007 in Südkorea in der Vorrunde aus.

## Teilnahme an U-17-Weltmeisterschaften
(Bis 1989 U-16-Weltmeisterschaft)
| 1985 | nicht qualifiziert |
| 1987 | nicht qualifiziert |
| 1989 | nicht qualifiziert |
| 1991 | nicht qualifiziert |
| 1993 | nicht qualifiziert |
| 1995 | nicht qualifiziert |
| 1997 | nicht qualifiziert |
| 1999 | nicht qualifiziert |
| 2001 | Vorrunde           |
| 2003 | nicht qualifiziert |
| 2005 | nicht qualifiziert |
| 2007 | Vorrunde           |
| 2009 | nicht qualifiziert |
| 2011 | nicht qualifiziert |
| 2013 | nicht qualifiziert |
| 2015 | nicht qualifiziert |
| 2017 | nicht qualifiziert |
| 2019 | nicht qualifiziert |
| 2023 | nicht qualifiziert |

## Teilnahme an CONCACAF U-17-Meisterschaften
(1983–1988: CONCACAF U-16-Meisterschaft, 1999–2007: In zwei Gruppen ausgetragenes WM-Qualifikationsturnier)
| 1983 | 2. Platz            |
| 1985 | Vorrunde            |
| 1987 | Vorrunde            |
| 1988 | 4. Platz            |
| 1991 | 4. Platz            |
| 1992 | nicht teilgenommen  |
| 1994 | Vorrunde            |
| 1996 | Vorrunde            |
| 1999 | 4. Platz (Gruppe A) |
| 2001 | nicht teilgenommen  |
| 2003 | nicht teilgenommen  |
| 2005 | nicht qualifiziert  |
| 2007 | 3. Platz (Gruppe B) |
| 2009 | Vorrunde            |
| 2011 | Viertelfinale       |
| 2013 | Viertelfinale       |
| 2015 | Vorrunde            |
| 2017 | nicht qualifiziert  |
| 2019 | Achtelfinale        |
| 2023 | Achtelfinale        |